# Stonogobiops pentafasciata
Stonogobiops pentafasciata es una especie de peces de la familia de los Gobiidae en el orden de los Perciformes.

## Morfología
- Las hembras pueden los 32,6 cm de longitud total.
- Número de vértebras: 26.[1]

## Hábitat
Es un pez de Mar y, de clima templado y demersal que vive entre 18-40 m de profundidad. 

## Distribución geográfica
Se encuentra en el Japón. 

## Costumbres
Vive simbióticamente con Alpheus Randall(normalmente) y con Alpheus bellulus (más raramente). 

## Observaciones
Es inofensivo para los humanos. 